# Eyprepocnemis burtti
Eyprepocnemis burtti är en insektsart som beskrevs av Vitaly Michailovitsh Dirsh 1958. Eyprepocnemis burtti ingår i släktet Eyprepocnemis och familjen gräshoppor. Inga underarter finns listade i Catalogue of Life.